# Робатаяки
Робатаяки (яп. 炉端焼き) — японское блюдо-гриль из морепродуктов (мяса) и овощей, а также стиль приготовления пищи на гриле в присутствии заказчика.

## Использование
Исторически робатаяки происходит из многовековой традиции приготовления пищи японскими рыбаками северных территорий Японии вокруг общего очага (ирори), который служил местом приготовления пищи и источником тепла. Рыбакам нужен был способ готовить на лодках, поэтому они помещали угли в каменный ящик, защищающий лодку от сильного жара.
Робатаяки представляют собой простую зажаренную на углях пищу, при этом процесс приготовления производится поваром на глазах заказчика еды, что позволяет насладиться самим процессом приготовления пищи, а приготовление блюда непосредственно на древесном угле придаёт ему уникальный аромат.
Считается, что этот метод приготовления пищи впервые был представлен в ресторане «Робата» в Сэндае, где на гриле были приготовлены свежие овощи. Вскоре после этого рестораны-робатаяки в портовом городе Кусиро на Хоккайдо стали готовить этим методом свежие морепродукты, доставляемые из ближайшего порта, а затем эта культура распространилась по всей Японии. По состоянию на 1965 год в стране было более 10 000 таких ресторанов.